# یالقوزآغاج (مرند)
یالقوزآغاج یکی از روستاهای استان آذربایجان شرقی است که در دهستان یالقوز آغاج بخش کشکسرای واقع شده است.